# Tchoudes

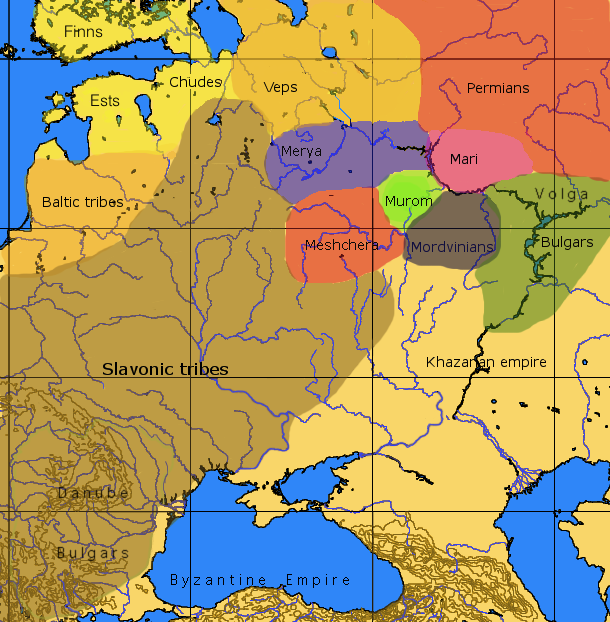
Les tribus Tchoudes au IXe siècle.

Les Tchoudes (dans les Langues fenniques : tchououdi, tchououdi, tchoudit) est le nom donné par les peuples slaves de l'Est aux populations fenniques vivant en Europe du Nord, sur la côte orientale de la Mer Baltique et au nord-ouest de l'actuelle Russie.

## Terminologie
Les Tchoudes sont mentionnés pour la première fois dans la Chronique des temps passés rédigée par le moine Nestor vers 1110-1118 et qui relate l'histoire de la Rus' entre l'an 852 et l'an 1116. Ce terme russe servait à désigner les différentes tribus de proto-Estoniens, y compris les Setos, installées au sud du Golfe de Finlande et même, de manière globale, les peuples finno-ougriens.

## Histoire
La chronique de Nestor mentionne la présences des Tchoudes, dans la région, au milieu du IXe siècle et il est écrit que Iaroslav le Sage envahit le pays des Tchoudes en 1030 et y fonda Iouriev (nom historique russe de la ville de Tartu en Estonie).
En russe, le Lac Peïpous s'appelle le Lac des Tchoudes, par référence aux populations qui habitaient sur ses berges.

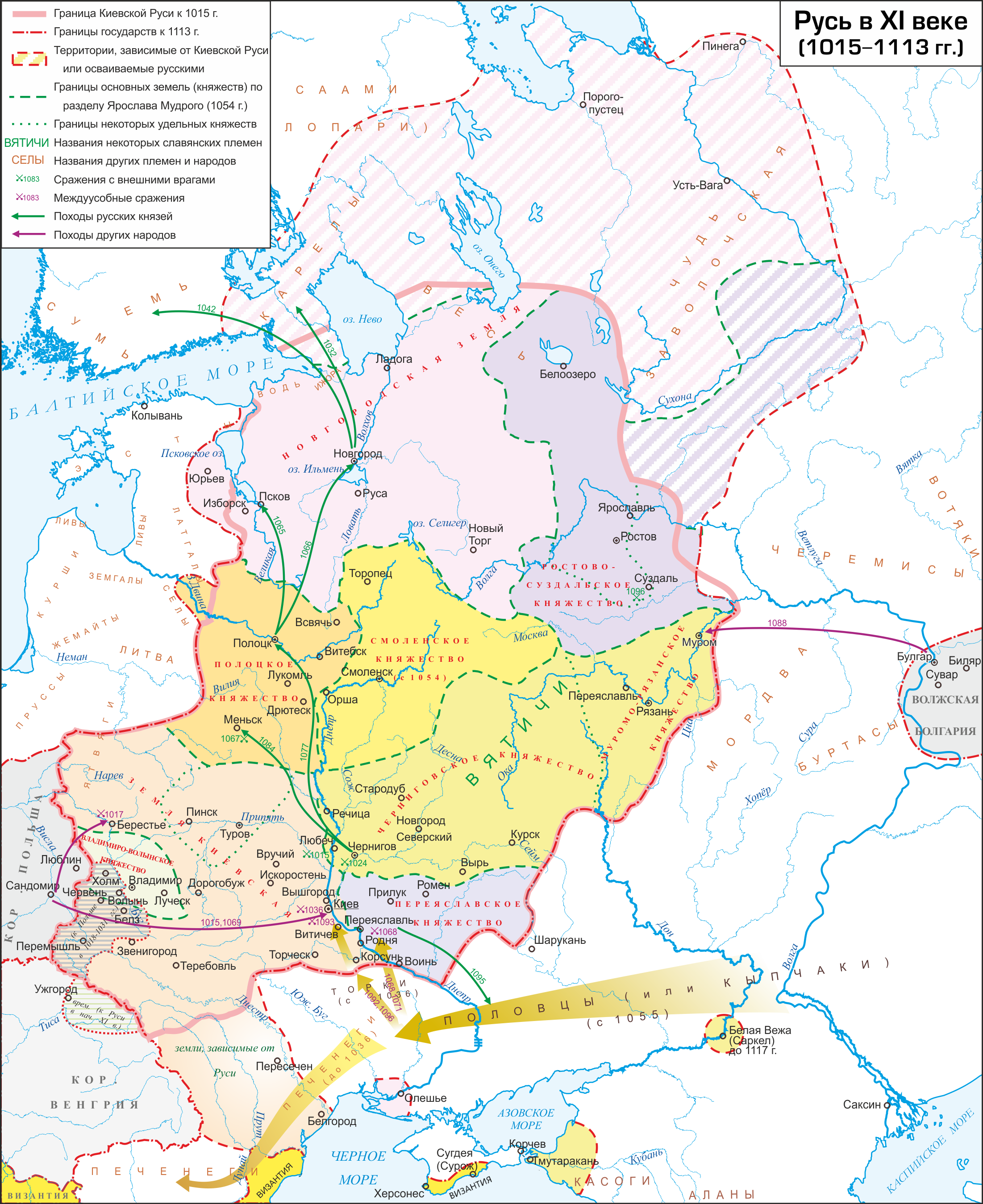
La Rus' de Kiev au XIe siècle ; Iouriev (Tartu) fut bâtie dans le pays des Tchoudes.